# Peter Joseph
Peter Joseph (Winston-Salem, 4 de febrero de 1979) es conocido por ser el autor de los documentales Zeitgeist, Zeitgeist Addendum y Zeitgeist Moving Forward, difundidos a través de Internet. Además es productor, director de cine, conferenciante, activista social y fundador del Movimiento Zeitgeist. Escribió, dirigió, produjo y compuso la banda sonora de los tres documentales. Decidió lanzarlas gratuitamente a través de internet para asegurar la difusión mundial de estos filmes.

## Primeros años
Peter nació en Carolina del Norte en una familia de clase media. Debido a que la primera de sus películas usaba material que estaba protegido por derechos de autor y a lo controvertido de sus testimonios, decidió inicialmente ocultar su apellido para proteger la identidad y anonimato de su familia mientras buscaba arreglar la situación legal de Zeitgeist: The Movie. Ha dicho en entrevistas que el desempeño de su madre como trabajadora social en el Servicio de Protección al Menor lo ayudó a formar su opinión e impresión sobre la vida estadounidense. Su padre es un empleado de correo retirado. Su hermano Eric trabaja en el cine independiente.
Fue la persona más joven en ser admitida a la Escuela de Artes de Carolina del Norte y tiempo después se trasladó a la ciudad de Nueva York, para asistir al conservatorio de música Mannes. Antes del lanzamiento de su primera película, se definía como percusionista solista, diseñador multimedia y operador de acciones a corto plazo. Actualmente vive y trabaja en la ciudad de Nueva York como editor, compositor y productor de películas independientes para varias industrias. Ha anunciado una nueva trilogía de películas llamadas Interreflections, las cuales aún no han sido estrenadas.

## Zeitgeist, The Movie
"Zeitgeist, la película" nació como un proyecto personal y se mostró en Nueva York como una expresión libre de la conciencia pública. Tras el acto, la película se puso a disposición del público en línea. En breve, la película recibió varios millones de visitas y unos meses más tarde la "Edición definitiva" fue publicada. Las visitas superaron los 124 millones en el desaparecido Google Vídeos solamente.[cita requerida]

## Zeitgeist: Addendum
En octubre de 2008, "Zeitgeist: Addendum" fue lanzada como una continuación de la primera película, centrándose en las cuestiones básicas relacionadas con el tema de la corrupción y las consecuencias del funcionamiento del sistema actual, a la vez que propone una alternativa; fue en este documental cuando introdujo por primera vez las ideas de una economía basada en recursos. Los informes de la página web tienen un promedio de 50.000 visitas diarias, aproximadamente 10 millones hasta agosto del 2009 (esto no incluye las visitas de YouTube y otras plataformas).[cita requerida]

## Zeitgeist: Moving Forward
La tercera parte de la saga: "Zeitgest: Moving Forward", fue estrenada el 15 de enero de 2011 en 60 países, 31 lenguas, 251 ciudades y 341 salas donde se agotaron las entradas. Ha sido, sin ninguna duda, el mayor estreno de una película sin ánimo de lucro del cine independiente.
El 25 de enero de 2011 fue lanzada vía internet a través de la página oficial de "Zeitgest Movement" de Youtube. En la página oficial de "Zeitgest Movement" también está disponible para descargar, acompañada de unas instrucciones sobre cómo grabar un DVD para que pueda ser distribuida con mayor facilidad.
Aunque bien es cierto que el tema principal, y sobre el que ha girado la trilogía, ha sido el sistema económico actual y sus repercusiones en la "salud" de nuestro planeta y en las civilizaciones, también se tratan otros temas como el comportamiento humano, la tecnología y la racionalidad.

## Activismo y el Movimiento Zeitgeist
Peter Joseph comenzó el Movimiento Zeitgeist tras el lanzamiento de su segunda película, "Zeitgeist: Addendum". El principal objetivo de este movimiento es concienciar a la gente de modo que supere el actual sistema monetario para alcanzar un sistema social y económico denominado economía basada en recursos, desarrollado inicialmente por la organización fundada por Jacque Fresco: Proyecto Venus.

## Cultura en decadencia
Consiste de una serie satírica educativa que actualmente cuenta con 6 episodios

## Atención de los medios
Peter Joseph fue objeto de un artículo del New York Times poco después del 15 de marzo de 2009, el "Zeitgeist Day". Le hicieron numerosas entrevistas de radio y en medios independientes.